# Lancia Appia
O Lancia Appia é um automóvel de passeio lançado em 1953 pela fabricante italiana Lancia como substituto do Ardea e que permaneceu em produção por dez anos. O Appia foi o último de uma longa linha de carros de produção da Lancia, que remonta ao Lancia Lambda (lançado em 1922), a utilizar suspensão dianteira com pilar deslizante. Todas as três séries produzidas tinham um motor Lancia V4 de 1089 cc.
Além do sedã de 4 portas, foram produzidos diversos Appias com carrocerias especiais, incluindo um cupê da Pininfarina, um conversível e um sedã de duas portas da Vignale e um GT com carroceria de alumínio da Zagato, além de variantes de veículos comerciais leves. No total, foram produzidos 107.000 Appias: 98.000 sedãs, 3.863 veículos comerciais e 5.161 chassis fornecidos a encarroçadoras.